# Colimbiné
Colimbiné est une commune malienne, située dans le pays de la Guïdimaxa, de l'arrondissement central de Kayes dans le cercle et la région de Kayes. Elle a pour chef-lieu la localité de Kabaté.

## Géographie
La localité de Kabaté est située sur la rive gauche du cours d'eau Kolimbiné et au nord de la route nationale RN 1 (axe Kayes-Diangounté-Diéma Bamako) à 32 km à l'est du chef-lieu régional Kayes.
|              | Gouméra   | Maréna Diombougou |
| Khouloum     | Colimbiné | Ségala            |
| Hawa Dembaya | Logo      | Diamou            |

## Villages
La commune s'étend sur 9 localités relevées lors du recensement général de 2009.
Les villages les plus peuplés sont :
- Dialané (2 786 habitants) ;
- Kabaté (2 664 habitants) ;
- Tafacirga (1 806 habitants).

La commune comprend aussi les villages de Gaméra (Gouméra), Kouroukoula, Kanamakounou, Takoutalla, Diyabougou, Wayigillou.
La loi 2023-007 attribue à la commune rurale 9 villages :
- Diabougou
- Dialane
- Gaméra
- Tafacirga
- Takoutalla
- Kanamakounou
- Karakoula
- Wahiguilou
- Kabaté

## Politique
| Année | Maire élu       | Parti politique |
| ----- | --------------- | --------------- |
| 1999  | Bakary Diombera | Parena          |
| 2004  | Ibrahim Traoré  | Adema-Pasj      |
| 2009  | Lakamy Sima     | Adema-Pasj      |
| 2014  | Lakamy Sima     | Adema-Pasj      |
| 2019  | Lakamy Sima     | Adema-Pasj      |

## Sports
La commune de Kolimbiné a remporté le premier trophée du masse[Quoi ?], avec son entraîneur Abdoulaye Sissoko et son capitaine Papa Traoré.